# 하나로카드
하나로카드는 부산광역시 등의 지역에서 사용하는 충전식 교통카드이다. 2012년부터 단종하는 대신, 캐시비 기반 카드로 대체 발행 중이다.
1997년 9월 시범 운영이 개시된 후, 1998년 2월 3일부터 부산광역시의 버스·도시철도에서 전면 시행되었다. 마을버스와 도시고속도로에서는 같은 해 8월 20일에 시행되었다. 현재는 부산광역시의 마을·시내·좌석버스, 도시철도의 운임, 주차장의 주차료, 유료 도로·터널의 통행료를 지불하는 데 사용되며, 일부 자동 판매기에서도 결제가 가능하다. 2000년에는 마이비카드의 디지털 부산카드가 출시된 이후에도 병행 판매되고 있다. 2005년 5월 9일에 주식회사 마이비가 부산하나로카드 주식회사를 인수하였고, 2009년에 롯데그룹이 주식회사 마이비를 인수하여 모두 롯데그룹의 계열사로 편입되었다.

2010년 12월 캐시비 출시 이후 2012년 4월부터 구형 하나로카드는 단종되었고, 캐시비 기반 카드가 발행되고 있다. 2023년 10월 1일부터 MIFARE 기반 기존 하나로카드의 사용이 완전히 중지됐다.

## 역사
하나로카드는 대한민국에서 2번째로 상용화된 교통카드이다. 대한민국 최초의 교통카드는 1996년 7월 1일 서울특별시의 시내버스에서 상용화된 버스카드(이후 "서울교통카드"를 거쳐서 유패스로 개칭)이며, 하나로카드는 이보다 1년 7개월(19개월) 늦은 1998년 2월 3일 버스와 도시철도에서 상용화되었다.

## 사용
- 판매: 시내 편의점이나 가두판매대에서는 대부분 마이비카드를 판매하고 있으며, 부산 도시철도 역내 교통카드 충전기와 하나로카드 웹사이트가 유일한 판매처다.
  - 할인 카드 : 2012년 4월 이전까지 판매하였던 구 하나로카드는 부산 도시철도 역사내 교통카드 보충기에서 청소년용 카드를 판매하였다. 당시 별도의 신분 확인 없이 쉽게 구입할 수 있었고[5], 유효기간은 카드 뒷면에 표기된 발행일자로부터 4년으로 설정되어 있었으며[6], 필요한 경우 현재도 부산은행 지점이나 세븐일레븐 편의점에서 유효 기간을 재설정할 수 있다. 어린이용 카드는 하나로카드 웹사이트에서 판매하였다.[7] 2012년 4월 이후 판매되는 신 하나로카드는 캐시비와 같이 캐시비 웹사이트에서 할인 정보를 등록하면 유효기간이 해당 년도 생일까지로 설정되며 이후에는 상위 요금이 지불된다.
  - 신용 카드 겸용 및 휴대 전화 액세서리 형태 또한 판매한다.
- 충전 : 부산 도시철도 역, 부산은행, 지정 판매소, 세븐일레븐 편의점
- 소득 공제 : 마을·시내·좌석버스 및 도시철도 운임, 주차장 주차료, 유료 도로·터널의 통행료를 별도로 계산하여 소득 공제용 현금영수증을 발행한다.

### 사용 지역
기존에는 부산광역시에서만 사용이 가능하였으나, 2008년 1월 10일 부산 도시철도 2호선의 양산시 구간(호포역 ~ 양산역) 개통을 계기로 같은해 11월 26일부터 경상남도 양산시에서도 사용이 가능해졌으며, 2009년 1월 10일부터는 서울특별시, 경기도, 인천광역시에서도 사용할 수 있다. 2009년 4월 10일부터는 제주특별자치도 서귀포시와 제주시로, 2011년 4월 11일부터는 경상남도 김해시, 밀양시, 창원시와 경상북도 경주시, 구미시, 김천시, 포항시 지역으로 사용 지역을 확대하는 한편 2012년 3월부터 호남지방으로 사용 범위를 늘렸다. 2012년 4월부터 캐시비 기반 신 하나로카드를 발행하여 부산 도시철도 역내 교통카드 충전기에서 판매하고 있다.
아래는 기존 MIFARE 하나로카드의 사용 지역을 표시한 것이다. 티모아 기반으로 변경된 신 하나로카드는 캐시비 사용 지역와 동일하므로, 캐시비 항목을 참고한다.
- 부산광역시
  - 대중교통 : 버스·도시철도·부산지역택시 '등대콜' '부산콜'에서 결제 가능하며 향후 하나로 서비스 전 지역의 개인/법인택시 서비스 확대 적용 예정
  - 유료도로 : 부산광역시내에 있는 유료도로[8]에서 결제 가능

- 울산광역시
  - 대중교통 : 시내버스의 운임 지불

- 서울특별시
  - 대중교통 : 광역버스, 간선버스, 지선버스, 순환버스, 마을버스 및 지하철 운임 지불

- 인천광역시
  - 대중교통 : 시내버스, 지하철의 운임 지불

- 강원특별자치도
  - 대중교통 : 강릉시·동해시·원주시·태백시·영월군·정선군·평창군·횡성군의 버스 운임 지불

- 경기도
  - 대중교통 : 경기도 전지역의 직행좌석버스, 좌석버스, 일반버스, 마을버스, 수도권 전철 운임 지불

- 제주특별자치도
  - 대중교통 : 서귀포시·제주시의 시내버스 운임 지불

- 경상북도
  - 대중교통 : 경주시·구미시·김천시·포항시의 버스 운임 지불

- 경상남도
  - 대중교통 : 김해시·밀양시·양산시·진주시·창원시·사천시·함안군의 버스 운임 지불

- 충청북도
  - 대중교통 : 충청북도 전 지역의 시내버스, 농어촌버스 운임 지불

- 전북특별자치도
  - 대중교통 : 군산시·김제시·남원시·익산시·전주시·완주군·부안군·임실군·무진장의 버스 운임 지불

- 전라남도
  - 대중교통 : 나주시·목포시·순천시·담양군·무안군·보성군·장성군·장흥군·함평군·해남군·화순군의 버스 운임 지불

## 같이 보기
- 캐시비
- 부산 도시철도
- 부산광역시의 시내버스